# Thorvald Ellegaard
Thorvald Ellegaard, né le 7 mars 1877 à Fangel (da) et mort le 27 avril 1954 à Skodsborg (da) près de Copenhague, est un coureur cycliste danois, six fois champion du monde de vitesse entre 1901 et 1911.

## Biographie

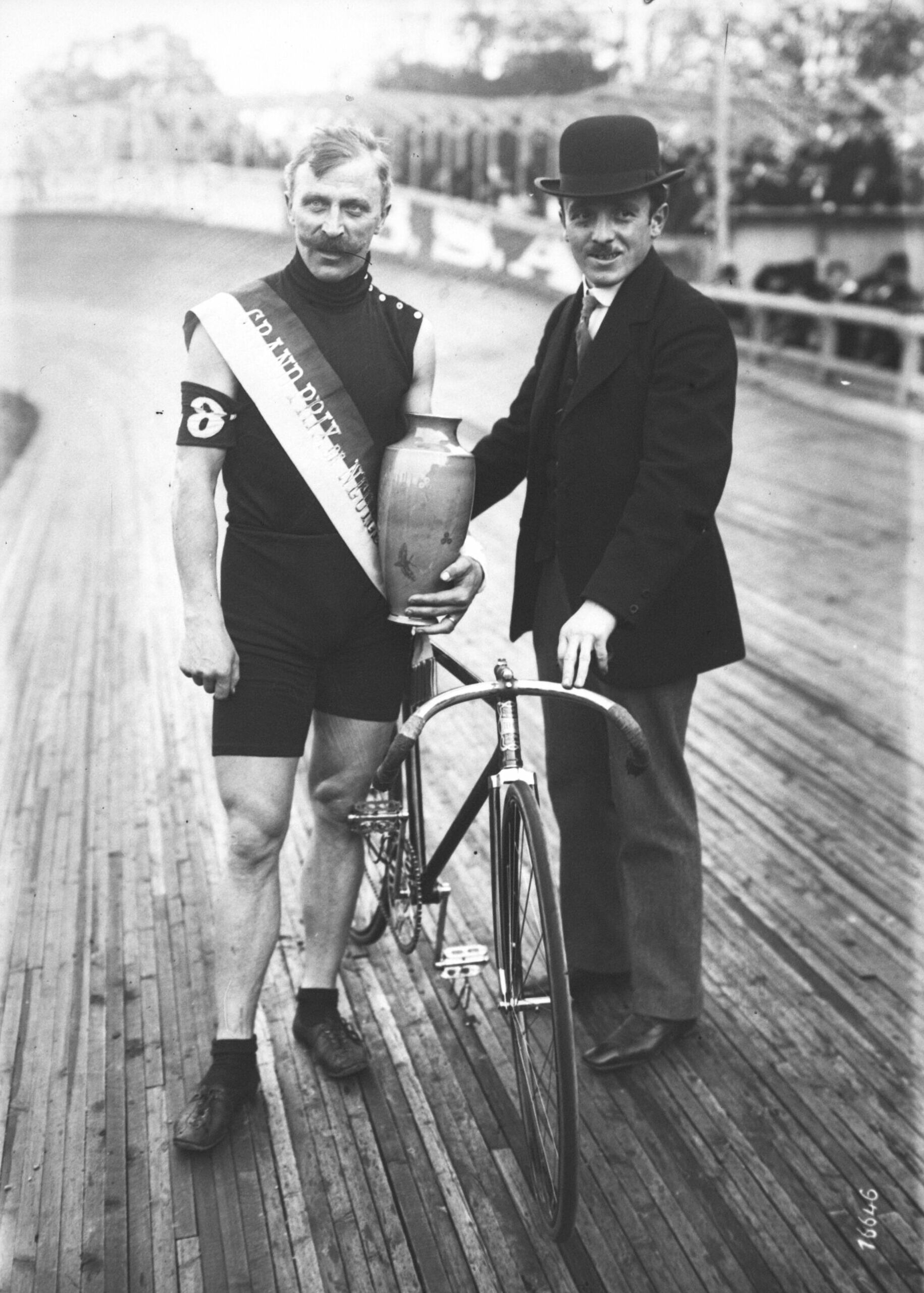
1911 Thorvald Ellegaard vainqueur du Grand Prix de Paris au vélodrome de Vincennes.

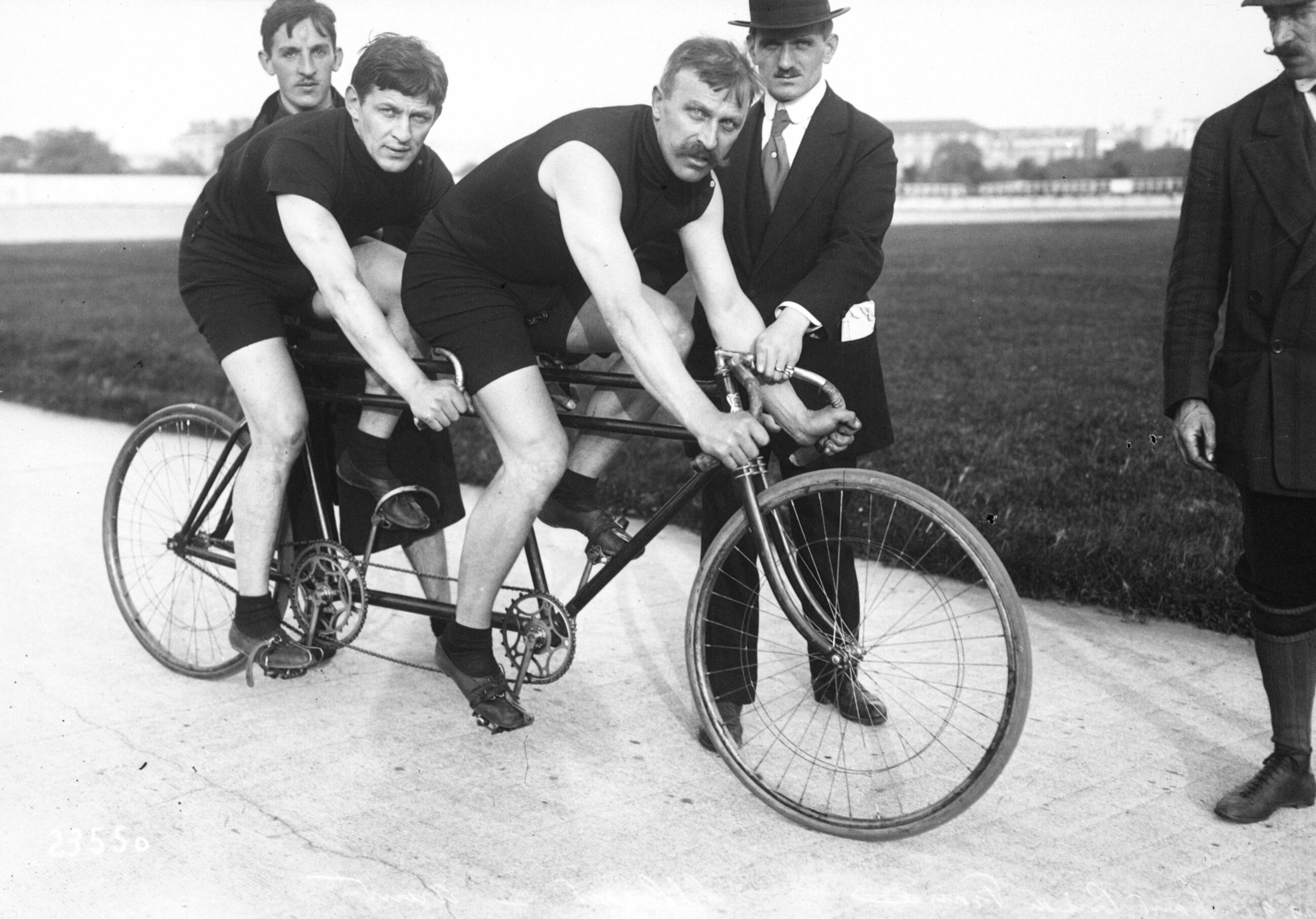
1912, Grand prix de France, Ellegaard-Arend sont vainqueurs de la finale des tandems. (photographie de presse) (Agence Rol).

Né Thorvald Christian Christiansen, il doit le patronyme de Ellegaard au nom de sa maison natale, située près d'Odense.
Ellegaard est découvert à 18 ans au vélodrome de Slagelse, où il remporte sa première compétition. Sa carrière dure 32 ans et s'achève en 1927, à l'âge de 50 ans, au vélodrome d'Ordrup. Il a remporté un total de 925 courses, sur 153 pistes différentes, dont 6 championnats du monde, 3 championnats d'Europe, 24 championnats du Danemark et 11 Grands Prix de Copenhague.
Le 9 mai 1909, il remporte un match contre Guus Schilling et Richard Heller au vélodrome de Rouen. Suite à une chute à Lyon où il se fracture le poignet, il interrompt les courses pendant 5 mois. Le 1er mai 1910, il bat à Rouen Julien Pouchois et Delage.
Le 26 septembre 1926, à l'âge de 49 ans, il met un terme à sa carrière de coureur à Copenhague et devient brièvement directeur sportif de la piste d'Ordrup, à Copenhague. Il passé ses dernières années à Paris, où il avait déjà vécu sa vie active comme cycliste. Il meurt au sanatorium de Skodsborg à la suite d'une longue maladie.
Thorvald Ellegaard a été fait citoyen d'honneur d'Odense et chevalier de l'Ordre royal de Dannebrog.
Il est le père de France Ellegaard (1913-1999), l'une des pianistes les plus célèbres de Scandinavie. En 2015, la piste cyclable qui porte son nom est inaugurée à Odense.

## Distinctions
- Chevalier de l'ordre de Dannebrog.

## Palmarès sur piste professionnel

### Championnats du monde
- Berlin 1901
  -  Champion du monde de vitesse
- Rome 1902
  -  Champion du monde de vitesse
- Copenhague 1903
  -  Champion du monde de vitesse
- Londres 1904
  -  Médaillé d'argent de la vitesse
- Anvers 1905
  -  Médaillé d'argent de la vitesse
- Genève 1906
  -  Champion du monde de vitesse
- Berlin 1908
  -  Champion du monde de vitesse
- Bruxelles 1910
  -  Médaillé d'argent de la vitesse
- Rome 1911
  -  Champion du monde de vitesse
- Leipzig 1913
  -  Médaillé d'argent de la vitesse

### Championnats d'Europe
- Champion d'Europe de vitesse : 1902, 1903 et 1908

### Championnats du Danemark
- Champion du Danemark de vitesse : 1898, 1899 et 1900
- Champion du Danemark du mile : 1898

### Grands Prix
- Grand Prix de Copenhague (11) : 1899, 1901, 1902, 1903, 1904, 1905, 1906, 1907, 1910, 1911 et 1914
- Grand Prix de Paris : 1901 et 1911
- Grand Prix de Bordeaux : 1901 et 1912
- Grand Prix de Turin : 1901
- Grand Prix de l'UVF :1903, 1907, 1912
- Grand Prix de la République : 1903
- Grand Prix de Buffalo : 1903, 1904, 1908 1912
- Prix de l'Espérance : 1905
- Grand Prix de Reims : 1906
- Grand Prix d’Anvers : 1908
- Grand Prix d'Angers : 1911
- Grand Prix de Noël : 1916

## Sources
- (nl) Cet article est partiellement ou en totalité issu de l’article de Wikipédia en néerlandais intitulé « Thorvald Ellegaard » (voir la liste des auteurs).